# Dębno (công xã), Myślibórz (Zachodniopomorskie)
Gmina Debno là một vùng đô thị-nông thôn Gmina (công xã) ở Myśliborski, Zachodniopomorskie, ở tây bắc Ba Lan. Khu vực hành chính của nó là Dębno, nằm cách khoảng 25 kilômét (16 mi) về phía tây nam Myślibórz và 77 km (48 mi) về phía nam thủ đô khu vực Szczecin.
Gmina có diện tích là 318,78 kilômét vuông (123,1 dặm vuông Anh), và tính đến năm 2006, tổng dân số của nó là 20.805 (trong đó dân số Dębno lên tới 13.903, và dân số của vùng nông thôn của Gmina là 6,902). Các mỏ dầu Barnówko-Mostno-Buszewo nằm ở Gmina.

## Làng
Ngoài trung tâm Debno, Gmina Debno chứa các làng và các khu định cư của Barnówko, Bogusław, Borne, Borówno, Choszczówko, Cychry, Dargomyśl, Dolsk, Dyszno, Grzybno, Grzymiradz, Hajnowka, Juncewo, Klępin, Krężelin, Krześnica, lười biếng, Młyniska, Mostno, Oborzany, Ostrowiec, Piołunek, Przylaszczka, Radzicz, Różańsko, sarbinowo, Smolnica, Suchlica, Sulisław, Turze, Warnice và Więcław.

## Gmina lân cận
Gmina debno giáp với Gmina của Boleszkowice, Lubiszyn, Mieszkowice, Mysliborz và Trzcińsko-Zdrój.